# Spalangia fuscipes
Spalangia fuscipes är en stekelart som beskrevs av Christian Gottfried Daniel Nees von Esenbeck 1834. Spalangia fuscipes ingår i släktet Spalangia och familjen puppglanssteklar.
Artens utbredningsområde är:
- Algeriet.
- Österrike.
- Bulgarien.
- Tjeckien.
- Slovakien.
- Frankrike.
- Tyskland.
- Ungern.
- Italien.
- Marocko.
- Nederländerna.
- Rumänien.
- Spanien.
- Sverige.
- Turkiet.
- Moldavien.
- Ukraina.
- Kroatien.

Arten är reproducerande i Sverige. Inga underarter finns listade i Catalogue of Life.